# Koszmosz–868
A Koszmosz–868 a szovjet USZ–P aktív radarfelderítő műhold tesztrepülése volt.

## Küldetés
A szovjet Legenda (oroszul: Легенда) tengeri felderítő rendszerhez készült modernizált USZ–P típusú, aktív radarberendezéssel felszerelt felderítő műhold. A repülés a radarfelderítő műhold első kísérleti indítása volt, melynek során tesztelték a berendezést. A működési tesztek befejezését követően, a berendezés megkezdte szolgálati feladatát teljesíteni. A Koszmosz–838 programját folytatta.

## Jellemzői
1976. november 26-án a Bajkonuri űrrepülőtér indítóállomásról egy Ciklon-2A hordozórakétával juttatták Föld körüli, közeli körpályára. Az orbitális egység pályája 93,29 perces, 65,04 fokos hajlásszögű, elliptikus pálya-perigeuma 422 kilométer, apogeuma 444 kilométer volt. Hasznos tömege 3800 kilogramm. Felépítése hengeres, átmérője 1.3 méter, magassága 17 méter. A sorozat felépítését, szerkezetét, alapvető fedélzeti rendszereit tekintve egységesített, szabványosított tudományos-kutató űreszköz. Áramforrása kémiai, illetve a felületét burkoló napelemek energia-hasznosításának kombinációja (kémiai akkumulátorok, napelemes energiaellátás – földárnyékban puffer-akkumulátorokkal). Két napelemtáblája 1,8x25 méter. Három tengelyben stabilizált, Földre orientált berendezés. A stabilizációt ionmotorok biztosították.
1978. június 8-án, 588 nap szolgálati idő után, belépett a légkörbe és megsemmisült.